# Плауру
Плауру (рум. Plauru) — село у повіті Тулча в Румунії. Входить до складу комуни Чаталкіой.
Село розташоване на відстані 236 км на північний схід від Бухареста, 16 км на північ від Тулчі, 128 км на північ від Констанци, 63 км на схід від Галаца. З іншого берега Дунаю навпроти села лежить місто Ізмаїл. Неподалік від села розташований пункт контролю на кордоні з Україною Плаур—Ізмаїл.

## Населення
За даними перепису населення 2002 року у селі проживали 96 осіб, з них 94 особи (97,9 %) румунів. Рідною мовою 94 особи (97,9 %) назвали румунську.